# Charlotte Würdig

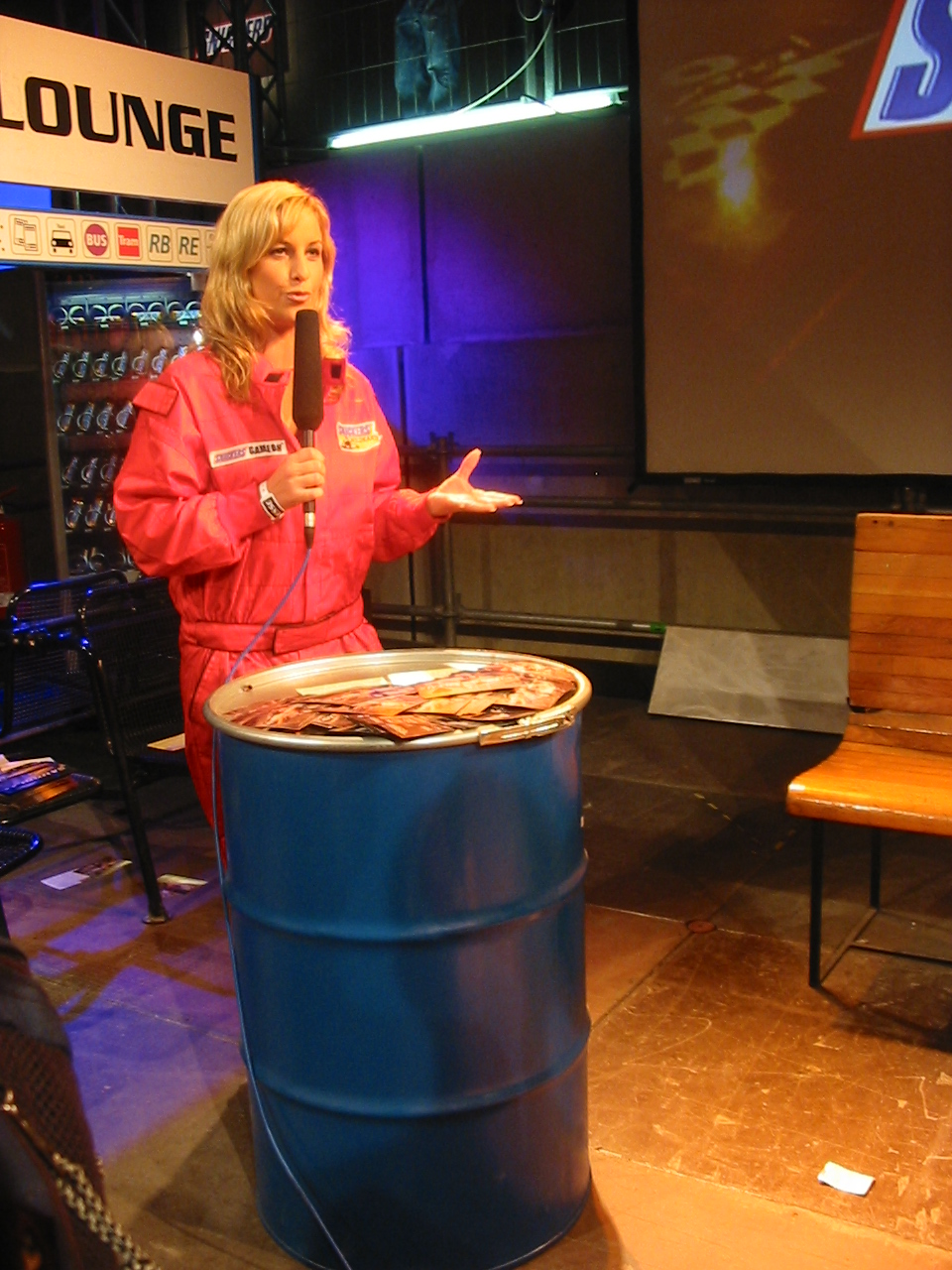
Charlotte Engelhardt beim Videodreh zum Festival Snickers Wildkarts – Raserei unterm Reichstag im Berliner U-Bahnhof Bundestag (2004)

Charlotte Würdig (* 11. Juli 1978 in Oslo, Norwegen; geb. Engelhardt) ist eine deutsch-norwegische Moderatorin und Schauspielerin.

## Leben und Karriere
Charlotte Würdig ist die Tochter einer norwegischen Journalistin und eines deutschen Diplom-Ingenieurs. Nachdem sie längere Zeit in Taiwan gelebt hatte, zog die Familie, als sie 14 Jahre alt war, schließlich nach Deutschland. Nach einem Studium der Betriebswirtschaftslehre an der accadis Hochschule Bad Homburg arbeitete sie von 2003 bis 2004 für einige Monate bei RTL Nord als Wetterfee und in der Sendung Guten Abend RTL. Ab Mai 2004 moderierte sie die Nachmittagssendung GIGA green im Host-Bereich. Nach einem erfolgreichen Casting bei ProSieben verließ sie GIGA im Januar 2005, um bei der Heimwerkersendung Do It Yourself – S.O.S. die Moderatorin Sonya Kraus zu entlasten. In der Oktoberausgabe 2005 des Playboys war sie auf dem Cover und mit einer Fotostrecke vertreten.
Bei Stefan Raabs Wok-WM war sie zwischen 2005 und 2007 als Teilnehmerin dabei und konnte mit ihrem Team 2005 den ersten Platz im Vierer-Wok holen. Außerdem war sie bei der Show Stars auf Eis mit ihrem Eislaufpartner René Lohse vertreten. Von 2007 bis 2009 fungierte sie bei taff als Vertretungsmoderatorin für Annemarie Warnkross und präsentierte auch eigene Rubriken bei Avenzio, Sam, taff sowie Germany’s Next Topmodel – Das Magazin auf ProSieben.
Im Oktober 2007 war sie Teilnehmerin der ProSieben-Sendung Das große Promi-Pilgern neben Katy Karrenbauer, Oliver Petszokat, Ingo Naujoks und Claude-Oliver Rudolph. Zwischen 2008 und 2010 moderierte Engelhardt die teilweise live ausgestrahlten Shows von Popstars auf ProSieben, wovon viele Ausschnitte auch im Lifestylemagazin taff gesendet wurden.
2008 moderierte sie die Sendung Schlüsselreiz – Zeig’ mir deine Wohnung und ich sag’ dir ob du zu mir passt! auf ProSieben. 2009 war sie bei den Sendungen WipeOut – Heul nicht, lauf!, Mascerade: Deutschland verbiegt sich, Look of love, Germany’s Next Showstars und Sommermädchen 2009 auf ProSieben zu sehen. Im Sommer 2010 moderierte sie das Comedy-Format League of Balls. 2010 berichtete sie anlässlich des in Oslo stattfindenden Eurovision Song Contests für taff und TV total aus ihrer Geburtsstadt. Während der Saison 2012/13 arbeitete Engelhardt für den Pay-TV-Sender Sky als Co-Moderatorin von Oliver Pocher bei Samstag LIVE!, einer Mischung aus Nachberichterstattung zum Samstagabend-Spiel der Fußball-Bundesliga und Comedy.
2018 nahm Würdig an der 11. Staffel der RTL-Show Let’s Dance teil. Im gleichen Jahr  moderierte sie X Factor, hier saß ihr damaliger Ehemann in der Jury. Am 12. Dezember 2018 erschien ihr Buch Löwinnen Power: Fitness & Lifestyle mit Charlotte.

## Privates
2012 heiratete sie den Rapper Sido und nahm seinen bürgerlichen Nachnamen Würdig an. Im August 2013 kam ihr erster gemeinsamer Sohn zur Welt. Anfang April 2016 wurde öffentlich, dass sie Eltern eines weiteren Jungen geworden sind. Das Paar gab im März 2020 die Trennung bekannt. Die Scheidung erfolgte 2022.

## Filmografie
Moderationen
- 2004–2005: GIGA green
- 2005–2006: Do It Yourself – S.O.S. (Fernsehserie)
- 2006: Das große ProSieben-Ochsenrennen
- 2007–2009: taff
- 2007: Wunderwelt Wissen (Rubrik)
- 2008–2010: Popstars
- 2008: Schlüsselreiz – Zeig’ mir deine Wohnung und ich sag’ dir ob du zu mir passt!
- 2009, 2012–2014: TV total Stock Car Crash Challenge
- 2009: WipeOut – Heul nicht, lauf!
- 2009: Mascerade: Deutschland verbiegt sich
- 2009: Look of love
- 2009: Germany’s Next Showstars
- 2009: Sommermädchen
- 2010: League of Balls
- 2012–2013: Samstag LIVE!
- 2018: X Factor

Auftritte
- 2005–2007: Wok-WM
- 2007: Die TV Total PokerStars.de-Nacht
- 2009: Deutscher Eisfußball-Pokal
- 2014:  Jungen gegen Mädchen
- 2015: Grill den Henssler
- 2017: Promi Shopping Queen
- 2018: Let’s Dance (RTL-Tanzshow), Kandidatin
- 2018: Genial daneben – Das Quiz (Sat.1), im Rateteam
- 2020: Ranking the Stars (Sat.1)
- 2020: Grill den Henssler
- 2022: Schlag den Star (ProSieben)
- 2025: Die Verräter – Vertraue Niemandem! (RTL) (Gewinnerin)

Schauspiel
- 2011: Pastewka (Fernsehserie, Folge Das Angebot)
- 2012: Die Märchenstunde (Fernsehserie, Folge Kalif Storch)
- 2017: jerks. (Gastauftritt, Folge Camilla)
- 2017: Das Pubertier (Gastauftritt, Folge Das Pubertier wird flügge)